# Zeichen der Zeit (Band)
Zeichen der Zeit ist ein Musik-Projekt, an dem eine Reihe christlicher deutscher Pop-Musiker teilnahmen, unter anderem Rolf Stahlhofen und Xavier Naidoo.

## Hintergrund
Initiiert wurde das Projekt von der Musikgruppe Allee der Kosmonauten, mit dem Ziel den eigenen Glauben zu bekennen und ihn in den Medien zu thematisieren. Das gleichnamige Album erschien 2004. Mit der Auskoppelung Du bist nicht allein gelang dem Projekt auf Anhieb ein Hit.
Das Projekt wurde 2006 neu aufgelegt. Die Single Ich trage dich, stieg auf Platz 56 der deutschen Singlecharts ein. Am 17. November 2006 erschien das Album David Generation, an dem weniger Künstler beteiligt waren, womit man versuchte, dem zweiten Album ein schärferes musikalisches Profil zu verleihen.

## Diskografie

### Studioalben
| Jahr | Titel            | Höchstplatzierung, Gesamtwochen, AuszeichnungChartsChartplatzierungen (Jahr, Titel, Platzierungen, Wochen, Auszeichnungen, Anmerkungen) | Anmerkungen                             |
| Jahr | Titel            | DE | Anmerkungen                             |
| ---- | ---------------- | --- | --------------------------------------- |
| 2004 | Zeichen der Zeit | DE45 (10 Wo.)DE | Erstveröffentlichung: 29. März 2004     |
| 2006 | David Generation | — | Erstveröffentlichung: 17. November 2006 |

### Singles
| Jahr | Titel Album                           | Höchstplatzierung, Gesamtwochen, AuszeichnungChartplatzierungen (Jahr, Titel, Album, Platzierungen, Wochen, Auszeichnungen, Anmerkungen) | Höchstplatzierung, Gesamtwochen, AuszeichnungChartplatzierungen (Jahr, Titel, Album, Platzierungen, Wochen, Auszeichnungen, Anmerkungen) | Höchstplatzierung, Gesamtwochen, AuszeichnungChartplatzierungen (Jahr, Titel, Album, Platzierungen, Wochen, Auszeichnungen, Anmerkungen) | Anmerkungen                            |
| Jahr | Titel Album                           | DE | AT | CH | Anmerkungen                            |
| ---- | ------------------------------------- | --- | --- | --- | -------------------------------------- |
| 2003 | Du bist nicht allein Zeichen der Zeit | DE8 (15 Wo.)DE | AT32 (15 Wo.)AT | CH63 (5 Wo.)CH | Erstveröffentlichung: 1. Dezember 2003 |
| 2004 | Ein weiterer Morgen –                 | DE33 (9 Wo.)DE | — | — | Erstveröffentlichung: 24. Mai 2004     |
| 2006 | Ich trage dich David Generation       | DE56 (5 Wo.)DE | — | — | Erstveröffentlichung: 20. Oktober 2006 |